# Аттила (футбольный клуб, Унгены)
«Аттила» (рум. Attila) — советский и молдавский футбольный клуб из города Унгены, существовавший в 1954—1997 годах.
В 1954 году «Локомотив» из Унген единственный раз принимал участие в Кубке СССР как обладатель Кубка Молдавской ССР среди команд КФК. В матче 1/64 финала проиграл кишинёвскому «Буревестнику» 2:3. Играл в первенстве Молдавской ССР среди КФК.
С 1992 года клуб «Делия» участвовал в Кубке и первенстве Молдовы. В сезоне 1995/96 клуб под названием «Аттила» занял третье место во втором эшелоне первенстве Молдовы — дивизионе «A». В следующем сезоне команда участвовала в чемпионате Молдовы. В 30 играх потерпела 28 поражений с разницей мячей 10-141 (в том числе 0:11, 0:12 и 0:13), после чего прекратила существование.